# Yigoga caroli
Yigoga caroli är en fjärilsart som beskrevs av Culot 1909. Yigoga caroli ingår i släktet Yigoga och familjen nattflyn. Inga underarter finns listade i Catalogue of Life.